# Северен централен район за планиране
Северният централен район за планиране на България включва областите Велико Търново, Габрово, Разград, Русе и Силистра, не представлява административно-териториална единица и съответно няма административен център.

## Географско положение, граници и големина
Северният централен регион има преходно географско положение.
Регионът се характеризира с благоприятно географско положение. На север има широк допир с р. Дунав. През Дунав мост минава транспортният европейски коридор № 9. На неговата територия се кръстосват пътища, които свързват столицата и Югозападна България със Североизточна България и Северното черноморско крайбрежие, а дунавското крайбрежие през проходите в Средна Стара планина – с Южна България. Тук преминава най-важната меридионална жп линия Русе-Подкова. На изток регионът достига до сухоземната ни граница с Румъния, която е все още слабо усвоена.

## Природна среда

### Климат и полезни изкопаеми
Липсата на важни енергийни и минерални ресурси, летните засушавания и други неблагоприятни климатични явления, ограниченото горско богатство създават проблеми и налагат внос на липсващи ресурси. Полезните изкопаеми са ограничени. Наличието на находища на висококачествени глини (с. Бутово, Полски Тръмбеш, Горна Оряховица, Севлиево), базалт, варовици, пясъчници стимулира развитието на керамичната промишленост и промишлеността за строителни материали.

### Води
Водните ресурси се формират от водите на Янтра, Росица и Русенски Лом. Използват се комплексно, като са построени язовири, създадени са напоителни системи, добива се електроенергия във ВЕЦ „Росица I“ и „Росица II“. Реките в Лудогорието и Добруджа са с непостоянен режим и пресъхват през лятото. Минералните води са предпоставка за развитие на балнеолечението (Вонеща вода и др.). Недостигът на водни ресурси е един от сериозните стопански проблеми на региона.

### Почви
Почти 1/2 от площта на региона е заета от обработваеми земи, а около 8 – 10% са заети от естествени ливади и пасища.

### Гори
Регионът разполага с големи запаси на букова дървесина. Те са разположени предимно в Стара планина, където има известни запаси и на иглолистна дървесина. В Предбалкана преобладават дъбовите гори. Запасите на дървесина не задоволяват потребностите на региона.

## Население и селищна мрежа
Броят на населението на региона непрекъснато намалява. Това е резултат от активни миграционни процеси и отрицателен естествен прираст. Гъстотата на населението е под средната. Населението е неравномерно разположено по територията. Регионът има ограничени възможности за възпроизводство на населението и работната сила. Висок е делът на населението в нетрудоспособна възраст, сравнен с този за страната. Характерна особеност на селищната мрежа до 1995 г. е наличието на голям брой махали и колиби. Сега те имат статут на села.

## Стопанство и социална среда
Кръстопътното географско положение с най-голямото дунавско пристанище, значителните агроклиматични, рекреационни и поземлени ресурси са благоприятни фактори за стопанското развитие на региона.

### Първичен сектор

#### Земеделие
Преобладаващият низинно-равнинен релеф, благоприятният климат и плодородните почви са отлична предпоставка за земеделската специализация на региона. Снабдеността със земеделска земя на жител е важен фактор за растениевъдството. Тя е най-високата в България заедно със Северозападния регион. Това се дължи на преобладаващия нисък релеф и намаляващото население на региона. Само около 20% от земята тук са ливади. Останалата земеделска земя е обработваема и се засява основно със зърнени и технически култури. Дяловото участие на зърнените и техническите култури е най-високо, което е типично за всички северни региони. Земеделието както във всички региони е с разпокъсана собственост, малко поливни площи, остаряла техника и недостиг на инвестиции.
Зърнопроизводството е традиционен и водещ отрасъл. Царевицата, ечемикът и пшеницата в региона заемат най-голям дял от засетите им площи в страната. Отглеждат се в Дунавската равнина. Регионът дава съответно и значителен дял от националното производство на пшеницата и царевицата, а по производство на ечемик той заема челно място малко пред Югоизточния регион. Техническите култури се отглеждат също в Дунавската равнина. Най-голямо производство имат слънчогледът, което непрекъснато нараства, и захарното цвекло, което е свързано със захарните заводи в Русе и Горна Оряховица. Друга важна култура е тютюнът. Отглеждат се едролистните тютюни Вирджиния и Бърлей. Регионът заема най-голям дял в площите и производството на фуражната култура люцерна за сено с 40% от националното производство.
Южните склонове на хълмистите земи са подходящи за отглеждане на лозя, а северните на овошки. Лозарството е традиционен отрасъл, с ясно изразена специализация във Великотърновско и Русенско.
Зеленчукопроизводството е добре развито по поречията на реките Янтра и Дунав и около големите градове. В региона – в Силистренско и Разградско, са едни от най-обширните в България площи с фасул и други варива.
Овощарството отстъпва по значение на другите растениевъдни подотрасли. Кайсиевите овощни градини в Силистренско са най-обширните в България и произведените кайсии дават 81% от националното производство. В Предбалкана има сливови насаждения.

#### Животновъдство
Животновъдството е многоотраслово и добре развито навсякъде в региона. Планинските земи създават условия за пасищното животновъдство. Фуражната база е разнообразна. Като зърнопроизводителен регион той осигурява концентриран фураж, а обширните му площи с люцерна – тревни фуражи.

#### Добивна промишленост
Съществено място в първичния сектор заема добивната промишленост с добива на нерудни полезни изкопаеми. Най-голямо значение има добивът на каолин край градовете Ветово и Сеново и варовици в Русенско. От река Дунав се добиват големи количества инертни материали.

### Вторичен сектор
Промишлената му специализация е в ХВП, машиностроенето, леката и химическата промишленост, промишлеността за строителни материали.

#### Електроенергия
Производството на електроенергия е съсредоточено в двете ТЕЦ край Русе на базата на вносни украински въглища и малки централни в Свищов, Силистра, Разград. Регионът изпитва недостиг на електроенергия и разчита на внос.

#### Машиностроене
Втори по значение отрасъл за региона е машиностроенето и металообработването. Машиностроенето има сложна отраслова структура, формирана в периода до 1989 г. Важно място заема селскостопанското машиностроене, развито в Русе. С него са свързани други предприятия в околните малки селища, които вече са закрити. Центровете на транспортното машиностроене са Русе за речни кораби и Тутракан – за малки речни съдове. Пътнически жп вагони се произвеждат в Дряново, пътни строителни машини – в Дебелец, а електротелфери – в Габрово, Велико Търново и Горна Оряховица. Северният централен регион е най-големият производител в страната на батерии, душове и кранове в предприятието в Севлиево, което има износ за Европа и САЩ. В региона са застъпени разнообразни производства на електронното и електрическото машиностроене. Някои от тях са уникални за страната, като производството на организационна техника в Силистра, електроизмерителни уреди и печатни платки в Русе. Производството на кабели е концентрирано в Севлиево, като това предприятие е едно от трите в България. В Горна Оряховица и Стражица се произвеждат домакински уреди.

#### Химическа промишленост
Химическата промишленост също заема важно място в региона. Тя присъства в Северния централен регион с комбината за изкуствени влакна „Свилоза“ в Свищов, предприятията за пластмасови изделия в Габрово и Велико Търново. Бои, лакове безир, латекс и изкуствени кожи се произвеждат в Русе. Най-старото химическо предприятие в България, създадено преди ВСВ, е предприятието за смазочни масла в Русе. Водещо фармацевтично предприятие за региона е комбинатът за антибиотици в Разград. В Силистра има завод за каучукови изделия. Производствата на някои от тези предприятия са уникални за страната и продукцията им се изнася.

#### Строителни материали
Промишлеността за строителни материали и порцеланово-фаянсовата промишленост разполагат със солидна суровинна база от каолин, кварцов пясък и глини и са специализиращи отрасли за региона. Северният централен регион е водещ в производството на тухли и керемиди от богатите находища на глини. Те са пръснати в множество селища, но най-голямото от тях е модерното предприятие в Силистра за покривни керемиди на австрийската фирма „Брамак“. Друго предприятие с национално значение в региона е заводът за фаянсови и керамични изделия в Исперих, което работи за износ. Предприятието за плоско стъкло и порцелан в Разград е в несъстоятелност, но се очаква голяма китайска компания да инвестира в модернизацията му.

#### Хранително-вкусова промишленост
Застъпени са почти всички нейни подотрасли, което се дължи на богатата ѝ суровинна база. Развитието на зърнопроизводството в региона и наличието на значително потребление са фактори за развитието на мелничарската промишленост в Русе, Силистра, Велико Търново, Севлиево, Свищов и др.
Важен подотрасъл на региона е месната промишленост. Най-големите предприятия за месо и месни продукти се намират в потребителските центрове – Русе, Силистра и Велико Търново. Мандрите за сирене и кашкавал са разположени близо до суровината (с. Калипетрово), а млекопреработването – в големите градове. Винопроизводството е подотрасълм с който регионът участва най-активно на националния и международния пазар. Основните му центрове са Лясковец, Сухиндол, Павликени, Велико Търново, Свищов, Русе, Силистра, Бяла. В Силистра се произвежда кайсиева ракия по оригинална технология.
Като основен производител на слънчоглед, регионът развива производството на олио с центрове Русе, Силистра, Лясковец и Полски Тръмбеш. В региона функционира една от най-старите пивоварни в България – „Болярка“, Велико Търново. Консервната промишленост е подотрасъл с традиции и богата суровина. Произвеждат се разнообразни видове консерви в Горна Оряховица, Дебелец и Севлиево, Свищов (детски храни), Русе, Силистра, гъбени консерви (с. Красен, Русенско), Разград, Исперих, Кубрат, Сливо поле и др.

#### Лека промишленост
Леката промишленост има традиции в региона с производството на вълнен текстил в Габрово и Севлиево, памучен текстил в Русе и Силистра, кожени изделия в Габрово и трикотаж в Трявна, чорапи в Русе и обувки в Габрово.

### Третичен сектор
Третичният сектор има най-висок дял в брутната добавена стойност на региона (56%). Най-динамичните отрасли в този сектор през последните години са съобщенията в резултат на ускореното развитие на пазара на мобилните комуникации и финансовите услуги.

#### Транспорт
Транспортът играе важна роля в стопанството на региона. Важни фактори за развитието му са двата еврокоридора (№ 7 и № 9), автомагистрала „Хемус“, жп линия София-Варна, които пресичат територията на региона и излазът им на р. Дунав. Гъстотата на шосейната мрежа тук е най-висока за всички региони, но регионът е също с най-голям дял третокласни пътища и е единствен регион без изграден магистрален път. През територията на региона преминява жп линията Русе-Каспичан с отклонение за Силистра, които обслужват и международните потоци в североизточна посока. Северният централен регион е един от регионите с добре развита жп мрежа. 69,2% от нея е електрифицирана и това е повече от средния показател за страната (67,2%). Регионът обаче е с много малко удвоени жп линии (едва 14,1%). Тук се намира най-важният жп възел в Северна България – Горна Оряховица.
Водният транспорт се осъществява по р. Дунав. Русе е най-голямото наше дунавско пристанище. По-малко транспортно значение имат пристанищата Свищов, Тутракан и Силистра. При Русе, Свищов и Силистра има фериботни връзки. През територията на региона преминава трасето на газопреносния пръстен на България.

#### Туризъм
Северният централен регион разполага с достатъчно туристически ресурси за развитието на културен, екологичен и селски туризъм. В региона е съсредоточена голяма част от културно-историческите паметници на страната. Само в област Велико Търново са разположени около 140 паметника на културата и около 15 манастира („Търновска Света гора“).

## Териториални различия
Липсата на единен притегателен стопански, административен и транспортен център, както и ориентацията на транспорта към транзитни превози са довели до значителни различия между големите селища и селските територии. Слаби са и връзките между отделните краища на региона. Повечето от селищата се обезлюдяват.
След влизането на България в ЕС нараства ролята на трансгранични преходи между България и Румъния в региона Свищов-Зимнич, Русе-Гюргево, Силистра-Кълъраш.

## Екологична ситуация
Стопанската дейност е довела до сериозни нарушения на природната среда – обезлесяване, развитие на ерозионни и свличащи процеси (в района на Тутракан), замърсяване на въздуха (в районите на Русе и Силистра). Нарушена е природната среда в районите за добив на каолин и на строителни материали. Участъци от по-големите реки след промишлени центрове са замърсени. Влошено е и качеството на въздуха около тях. Около 20 хил. дка са замърсени с тежки метали. Провеждат се мероприятия за решаване на екологичните проблеми.

## История
През 1959 г. Северният централен район за планиране се състои от 4 административно-териториални окръга: Търновски, Габровски, Ловешки и Плевенски. Населението на тези 4 окръга е 960 082 души (11,7% от цялото население на страната тогава), а общата им площ е 15 239,9 км² (13,7% от територията на България). Център на региона по онова време е град Плевен.
През 2006 г. регионът се състои от 5 административно-териториални области: Велико Търново, Габрово, Силистра, Разград, Русе и е включвал 41 общини. В Северноцентралния район на България има 50 града и 998 села. Площта на региона е 14 647 км², а населението – 1 237 147 жители.